# Château de Saint-Germain-sur-Sèves
Le château de Saint-Germain-sur-Sèves ou château de Saint-Germain-le-Vicomte, du nom de la paroisse avant la Révolution, est une ancienne demeure fortifiée, de la fin du XVe ou du début du XVIe siècle, dont les vestiges se dressent sur le territoire de la commune française de Saint-Germain-sur-Sèves dans le département de la Manche, en région Normandie. Les restes du château sont inscrits au titre des monuments historiques.

## Localisation
Les ruines du château sont situées à 1 kilomètre au nord-nord-est de l'église de Saint-Germain-sur-Sèves, dans le département français de la Manche.

## Historique
Dans la première moitié du XVe siècle, la place a pour capitaine Guillaume Osbert († 1455)
En 1514, Jehan/Jean de Saint-Germain, vicomte de Carentan, est qualifié de seigneur de Saint-Germain et de Saint-Joire.

## Description
Le château, ancienne maison forte, de la fin du XVe siècle ou du début du XVIe, était construit en briques et pierres, avec un logis flanqué de trois tourelles, et pavillon à un étage. Il en subsiste notamment le portail d'entrée qu'encadraient deux tourelles renforcées par des contreforts.

## Protection
Les restes du château sont inscrits au titre des monuments historiques par arrêté du 13 décembre 1950.